# Figlie del Cuore Immacolato di Maria
Le Figlie del Cuore Immacolato di Maria (in portoghese Filhas do Coração Imaculado de Maria; sigla F.C.I.M.) sono un istituto religioso femminile di diritto pontificio.

## Storia
La congregazione fu fondata il 21 novembre 1916 a Macapá, in Brasile, dal missionario Jules Marie De Lombaerde; Amando Bahlmann, prelato di Santarém e ordinario del luogo, eresse l'unione in istituto religioso di diritto diocesano il 1º aprile 1919.
L'istituto ricevette il pontificio decreto di lode il 30 ottobre 1963.

## Attività e diffusione
Le suore si dedicano all'istruzione e all'educazione della gioventù, alla cura dei malati, al servizio sociale e all'aiuto nelle opere parrocchiali.
La sede generalizia è a Caucaia.
Alla fine del 2015 l'istituto contava 151 religiose in 25 case.